# دوري الدرجة الممتازة الأيرلندي 1993–94
دوري الدرجة الممتازة الأيرلندي 1993–94 (بالإنجليزية: 1993–94 League of Ireland Premier Division)‏ هو الموسم 73 من دوري الدرجة الممتازة الأيرلندي. أشرف على تنظيمه اتحاد أيرلندا لكرة القدم، وكان عدد الأندية المشاركة فيه 12، وفاز فيه نادي شامروك روفرز.